# Harald Madsen
Harald Madsen (20 de noviembre de 1890 – 13 de julio de 1949) fue un actor danés. Fue conocido por su trabajo con Carl Schenstrøm en el dúo cómico Fy og Bi.

## Biografía
Nacido en Silkeborg, Dinamarca, a los 14 ya había desarrollado su talento por la actuación, y trabajaba en un circo ambulante. Con el circo viajó como payaso por toda Europa, aunque no le gustaba esa actividad. Gracias a su gira, muchos cineastas se fijaron en él, hasta que el director Lau Lauritzen Sr. consideró que era el actor apropiado para formar pareja cómica con Carl Schenstrøm.
En 1920 iniciaron su trayectoria la pareja Fyrtårnet y Bivognen, quedando el público encantado con sus actuaciones. Aunque Carl ya era actor, a diferencia de Harald, formaron una pareja de éxito en los siguientes quince años.
Gracias a la fortuna que ganó con su carrera, cumplió su sueño de fundar un circo propio. Sin embargo, a finales de los años 1930 sufrió largas enfermedades, su matrimonio acabó fracasando, y su circo se declaró en quiebra, todo lo cual afectó a su salud mental.
Harald Madsen acabó viviendo recluido en una caravana circense. En 1947 intentó revivir un dúo cómico con otro compañero, pero no tuvo éxito. Finalmente falleció en 1949 en Copenhague, Dinamarca, a los 58 años de edad. Fue enterrado en Hørsholm.

## Filmografía
- 1917 : Alexander den store
- 1921 : Film, Flirt og Forlovelse
- 1922 : Han, hun og Hamlet
- 1922 : Mellem muntre Musikanter
- 1922 : Sol, Sommer og Studiner
- 1922 : Landligger - Idyl - Vandgang
- 1923 : Blandt Byens Børn
- 1923 : Kan Kærlighed kureres?
- 1923 : Daarskab, Dyd og Driverter
- 1923 : Vore Venners Vinter
- 1924 : Professor Petersens Plejebørn
- 1924 : Lille Lise Letpaataa
- 1924 : Raske Riviera Rejsende
- 1924 : Ole Opfinders Offer
- 1925 : Spritsmuglerne
- 1925 : Grønkøbings glade Gavtyve
- 1925 : Takt, Tone og Tosser
- 1926 : Svigersønnerne
- 1926 : Don Quixote
- 1926 : Lykkehjulet
- 1926 : Dødsbokseren
- 1926 : Ulvejægerne
- 1926 : Ebberød Bank
- 1927 : Vester Vov-Vov
- 1927 : Tordenstenene
- 1928 : Filmens Helte
- 1928 : Kongen af Pelikanien
- 1928 : For fuld Fart
- 1928 : Kraft og Skønhed
- 1929 : Højt paa en Kvist
- 1929 : Hallo! Afrika forude!
- 1929 : Raketbussen
- 1929 : Kys, Klap og Kommers
- 1930 : Hr. Tell og Søn
- 1930 : Pas paa Pigerne
- 1931 : I kantonnement
- 1931 : Krudt med Knald
- 1932 : Glade Gøglere
- 1932 : Han, hun og Hamlet
- 1935 : Cirkus Saran
- 1936 : Fy og Bi som blinde Passagerer
- 1936 : Kvinderøverne
- 1937 : De falske Grever
- 1937 : Fy og Bi i Paradis
- 1940 : I de gode gamle dage
- 1948 : Calle og Palle
- 1952 : Her er vi igen
- 1954 : Glade dage
- 1955 : Fy og Bi på Eventyr
- 1956 : Fuld af Fiduser
- 1957 : Lutter løjer